# Lotti Karotti
Lotti Karotti ist ein Kinder- und Wettlaufspiel für zwei bis vier Spieler ab vier Jahren, es dauert etwa 15 Minuten pro Runde. Es ist im Jahr 2001 erstmals beim Ravensburger Verlag erschienen und wurde in den Folgejahren bei mehreren Kinderspielpreisen in Deutschland, Österreich und Frankreich nominiert.
Laut Ravensburger wurde das Spiel bis 2024 über 10 Millionen Mal verkauft.

## Thema und Ausstattung
Bei dem Spiel handelt es sich um ein Wettlaufspiel, das den Wettlauf mehrerer Hasen auf einen Karottenhügel thematisiert. Der Inhalt der Spieleschachtel besteht neben der Spielanleitung aus:
- einem dreidimensionalen Spielplan in Form eines grünen Hügels mit drehbarer Karotte
- 16 Spielfiguren (Hasen in 4 Farben)
- 48 Aktionskarten

## Spielweise
Zu Beginn des Spiels wird der Hügel in der Mitte der Spielrunde aufgebaut. Danach wählt jeder Mitspieler eine Farbe und erhält die entsprechenden Spielfiguren, diese stellt er vor sich hin. Die Spielkarten werden gemischt und in einem Stapel mit der Bildseite nach unten neben den Hügel gelegt.
Der Startspieler deckt eine Karte vom verdeckten Kartenstapel auf und führt eine Aktion entsprechend dem Motiv durch. Zieht er eine Karte mit einem Hasen, zieht er mit einer beliebigen seiner Figuren die abgebildete Anzahl von Feldern am unteren Kartenrand vorwärts. Dabei darf auf jedem Feld nur ein Hase stehen, gegnerische und eigene Hasenfiguren können übersprungen werden und werden im Zug nicht gezählt. Löcher werden gezählt und wenn ein Zug in einem Loch endet, fällt der Hase in das Loch. Der Spieler kann seinen Zug sowohl auf einem sicheren wie auch einem unsicheren Feld beenden, danach folgt der nächste Spieler und macht seinen Zug. Wird eine Karottenkarte gezogen, wird die Karotte gedreht, bis der Mechanismus arretiert. Dabei öffnen sich neue Löcher im Spielfeld und falls eine Figur über einem entstehenden Loch steht, fällt sie hinein und ist aus dem Spiel ausgeschieden. Ein Spieler, der alle vier Hasenfiguren verliert, scheidet vollständig aus.
Das Spiel endet, wenn ein Spieler das Zielfeld mit einem Hasen erreicht hat.

## Ausgaben und Rezeption
Das Spiel Lotti Karotti wurde von dem Unternehmen Seven Towns entwickelt und im Ravensburger Verlag 2001 unter Lizenz veröffentlicht. Es gewann den Preis Spielehit für Kinder beim Spiel der Spiele 2001 in Österreich und wurde 2002 in die Kinderspiel des Jahres – Auswahlliste aufgenommen. In Frankreich wurde es 2002 unter dem Titel Croque-carotte für den As d’Or nominiert. 2004 erschien eine Mini-Version des Spiels von Susanne Armbruster mit verschiedenen Spieloptionen.

## Belege
1. ↑  Lotti Karotti - Kinderspiel ab 4 Jahren bei ravensburger.de, abgerufen am 5. Dezember 2024
2. 1 2 3  Spieleanleitung Lotti Karotti
3. ↑  Willi Feldgen: Lotti Karotti. In: spielbox 6/2001, S. 35.
4. ↑  Spieleanleitung Lotti (Miniversion von Susanne Armbruster)